# Kasese
Kasese är en stad i sydvästra Uganda, och är huvudort för ett distrikt med samma namn. Folkmängden uppgår till cirka 110 000 invånare.

## Administrativ indelning
Kasese är indelad i tre administrativa divisioner:
- Bulembia
- Central
- Nyamwamba